# Indonesia Open 1995
Die Indonesia Open 1995 waren eines der Top-10-Turniere des Jahres im Badminton in Asien. Sie fanden vom 10. bis zum 16. Juli 1995 in Jakarta statt.

## Sieger und Platzierte
| Disziplin    | Gold                           | Silber                                  | Bronze                                 |
| ------------ | ------------------------------ | --------------------------------------- | -------------------------------------- |
| Herreneinzel | Ardy Wiranata                  | Joko Suprianto                          | Alan Budikusuma                        |
| Herreneinzel | Ardy Wiranata                  | Joko Suprianto                          | Heryanto Arbi                          |
| Dameneinzel  | Susi Susanti                   | Bang Soo-hyun                           | Lim Xiaoqing                           |
| Dameneinzel  | Susi Susanti                   | Bang Soo-hyun                           | Kim Ji-hyun                            |
| Herrendoppel | Rudy Gunawan Bambang Suprianto | S. Antonius Budi Ariantho Denny Kantono | Ade Sutrisna Candra Wijaya             |
| Herrendoppel | Rudy Gunawan Bambang Suprianto | S. Antonius Budi Ariantho Denny Kantono | Tony Gunawan Rudy Wijaya               |
| Damendoppel  | Ge Fei Gu Jun                  | Qin Yiyuan Tang Hetian                  | Aiko Miyamura Akiko Miyamura           |
| Damendoppel  | Ge Fei Gu Jun                  | Qin Yiyuan Tang Hetian                  | Lisbet Stuer-Lauridsen Marlene Thomsen |
| Mixed        | Tri Kusharyanto Minarti Timur  | Flandy Limpele Rosalina Riseu           | Rosalia Anastasia Paulus Firman        |
| Mixed        | Tri Kusharyanto Minarti Timur  | Flandy Limpele Rosalina Riseu           | Gil Young-ah Kim Dong-moon             |

## Finalresultate
| Disziplin    | Sieger                         | Finalist                                | Ergebnis          |
| ------------ | ------------------------------ | --------------------------------------- | ----------------- |
| Herreneinzel | Ardy Wiranata                  | Joko Suprianto                          | 15-9, 14-17, 15-9 |
| Dameneinzel  | Susi Susanti                   | Bang Soo-hyun                           | 11-6, 11-7        |
| Herrendoppel | Rudy Gunawan Bambang Suprianto | S. Antonius Budi Ariantho Denny Kantono | 15–12, 15–9       |
| Damendoppel  | Ge Fei Gu Jun                  | Qin Yiyuan Tang Yongshu                 | 15–6, 15–6        |
| Mixed        | Tri Kusharyanto Minarti Timur  | Flandy Limpele Rosalina Riseu           | 15-10, 15-5       |

## Herreneinzel

### Qualifikation
- Firstiono –  Uyung Syaifuddin: 15-4 / 15-2
- A. K. Johannes –  Darmaka: 15-5 / 15-4
- Yuli Netra –  Inoki: 9-15 / 15-6 / 17-16
- Nova Widianto –  Jhony Hidayat: 15-11 / 15-5
- Dicky Susilo –  Nazaruddin: 9-15 / 15-11 / 15-1
- Hu Chung-shien –  Herry Wahyudi: 8-15 / 15-9 / 15-9
- Hengky Irawan –  Irwansyah: 15-10 / 15-9
- Otorio –  Rahmatika Hidayat: 15-5 / 15-4
- Yohan Hadikusumo Wiratama –  Hery Kustantyo: 15-5 / 18-13
- Rony Agustinus –  Yudi Suprayogi: 15-6 / 18-15
- A. K. Johannes –  David Yedija Pohan: 15-2 / 15-1
- Ferry –  Ketut Mariadi: 15-12 / 15-4
- Nova Armada –  Ali Masri: 15-11 / 15-7
- Juang Jayadi –  Andi Wahyu Kurniawan: 15-12 / 15-6
- Slamet Widodo Untung –  Dian Sulistiawan Catur: 15-11 / 15-11
- Rio Suryana –  Budi Haryadi: 15-8 / 15-3
- Yuli Netra –  Ardy Zalman: 15-11 / 15-7
- Edween Waas –  Alter Talaway: 3-15 / 15-12 / 15-4
- Rustam Palenbang –  Ixchsawan: 15-6 / 18-15
- Thomas –  Andi Wirya: 15-7 / 13-15 / 18-14
- Chandra Berata –  Frisco: 15-2 / 15-6
- Reynold Frans –  Didit Wijonarko: 13-15 / 15-8 / 15-9
- Ferry Supit –  Nova Widianto: 15-12 / 18-13
- Dicky Susilo –  Hu Chung-shien: 10-15 / 15-7 / 15-4
- Yong Yudianto –  Rudy Ignatius: 15-1 / 15-6
- Otorio –  N. B. Irwan: 15-5 / 15-6
- Yohan Hadikusumo Wiratama –  Agus Laksono: 15-7 / 15-0
- Rony Agustinus –  Firstiono: 15-11 / 15-8
- A. K. Johannes –  Ferry: 9-15 / 15-6 / 15-5
- Juang Jayadi –  Nova Armada: 15-4 / 15-2
- Steve Mantouw –  Slamet Widodo Untung: 15-8 / 15-0
- Rio Suryana –  Agus Hariyanto: 15-7 / 15-2
- Yuli Netra –  Edween Waas: 15-7 / 2-3
- Hendra Gunawan –  Lalu Firmansyah: 13-15 / 15-5 / 5-3
- Thomas –  Rustam Palenbang: 15-8 / 15-1
- Chandra Berata –  Indra Gunawan: 15-5 / 15-2

### Hauptrunde
- Heryanto Arbi –  Imay Hendra: 15-9 / 15-10
- A. K. Johannes –  Chang Jeng-shyuang: 15-7 / 15-2
- Chen Gang –  Seiichi Watanabe: 15-9 / 15-4
- Nunung Subandoro –  C. Arief: 1-15 / 15-10 / 15-8
- Chen Pang –  Lee Kwang-jin: 15-12 / 15-7
- Hengky Irawan –  Fumihiko Machida: 15-12 / 15-12
- Marleve Mainaky –  Jyri Aalto: 15-7 / 15-5
- Hery Gunawan –  Bruce Flockhart: 15-3 / 15-9
- Ardy Wiranata –  Ong Ewe Hock: 15-5 / 15-6
- Hamid Khan –  Kitipon Kitikul: 15-8 / 15-7
- Liu En-hung –  Jeroen van Dijk: 15-3 / 15-10
- Yohan Hadikusumo Wiratama –  Jeffer Rosobin: 15-11 / 2-15 / 15-8
- Hermawan Susanto –  Peter Gade: 15-10 / 15-3
- Yuli Netra –  Ismail Saman: 15-8 / 15-13
- Kim Hak-kyun –  Pedro Vanneste: 15-7 / 15-2
- Budi Santoso –  Shinji Bito: 15-8 / 15-4
- Chandra Berata –  Lo Ah Heng: 15-9 / 15-6
- Lioe Tiong Ping –  Jang Chun-woong: 15-12 / 15-6
- Fung Permadi –  George Rimarcdi: 15-11 / 4-15 / 15-10
- Dwi Aryanto –  Ge Cheng: 15-3 / 15-5
- Ahn Jae-chang –  Roslin Hashim: 15-6 / 9-15 / 15-4
- Ferry Supit –  Kosol Siridumrongsak: 14-17 / 15-7 / 15-11
- Joko Suprianto –  Huang Yeu-der: 15-2 / 15-2
- Michael Tedjakusuma –  Pierre Pelupessy: 15-4 / 15-12
- Peter Rasmussen –  Yong Yudianto: 15-6 / 15-4
- Lin Liwen –  Setiadi Hartono: 15-6 / 5-15 / 15-9
- Alan Budikusuma –  Salim: 15-6 / 15-12
- Indra Wijaya –  Noor Azlan Paini: 15-0 / 15-3
- Hendrawan –  Wu Chun-sheng: 15-9 / 15-3
- Steve Mantouw –  Takaaki Hayashi: 15-4 / 15-7
- Park Sung-woo –  Yong Hock Kin: 15-7 / 15-9
- Joris van Soerland –  Pontus Jäntti: w.o.
- Heryanto Arbi –  A. K. Johannes: 15-12 / 15-3
- Nunung Subandoro –  Chen Gang: 15-10 / 15-11
- Chen Pang –  Hengky Irawan: 15-12 / 15-8
- Marleve Mainaky –  Hery Gunawan: 15-1 / 15-12
- Ardy Wiranata –  Hamid Khan: 15-9 / 15-8
- Liu En-hung –  Yohan Hadikusumo Wiratama: 15-6 / 15-7
- Hermawan Susanto –  Yuli Netra: 15-8 / 15-13
- Kim Hak-kyun –  Budi Santoso: 15-9 / 15-7
- Lioe Tiong Ping –  Chandra Berata: 15-4 / 9-15 / 18-15
- Fung Permadi –  Joris van Soerland: 15-9 / 15-2
- Dwi Aryanto –  Ahn Jae-chang: 10-15 / 18-14 / 15-13
- Joko Suprianto –  Ferry Supit: 15-4 / 15-3
- Michael Tedjakusuma –  Peter Rasmussen: 15-12 / 15-8
- Alan Budikusuma –  Lin Liwen: 15-8 / 15-2
- Indra Wijaya –  Hendrawan: 10-15 / 15-10 / 15-10
- Park Sung-woo –  Steve Mantouw: 15-5 / 15-7
- Heryanto Arbi –  Nunung Subandoro: 15-8 / 15-12
- Marleve Mainaky –  Chen Pang: 15-13 / 9-15 / 15-2
- Ardy Wiranata –  Liu En-hung: 15-13 / 15-12
- Hermawan Susanto –  Kim Hak-kyun: 15-8 / 15-6
- Lioe Tiong Ping –  Fung Permadi: 15-9 / 15-9
- Joko Suprianto –  Dwi Aryanto: 11-15 / 15-9 / 15-4
- Alan Budikusuma –  Michael Tedjakusuma: 15-8 / 15-5
- Park Sung-woo –  Indra Wijaya: 15-12 / 15-1
- Heryanto Arbi –  Marleve Mainaky: 15-2 / 15-5
- Ardy Wiranata –  Hermawan Susanto: 15-10 / 15-6
- Joko Suprianto –  Lioe Tiong Ping: 15-6 / 18-13
- Alan Budikusuma –  Park Sung-woo: 12-10 / 1-0
- Ardy Wiranata –  Heryanto Arbi: 15-13 / 10-7
- Joko Suprianto –  Alan Budikusuma: 15-9 / 15-11
- Ardy Wiranata –  Joko Suprianto: 15-9 / 14-17 / 15-9

## Dameneinzel

### Qualifikation
- Siska Yunita –  Erti Triyani: 11-7 / 11-6
- Evvi Lianawati –  Hanny Setiani: 11-1 / 11-2

### Hauptrunde
- Bang Soo-hyun –  Silvia Anggraini: 11-1 / 11-3
- Ika Heny –  Masako Sakamoto: 11-1 / 11-3
- Evvi Lianawati –  Yuli Marfuah: 1-11 / 11-5 / 11-7
- Camilla Martin –  Takako Ida: 11-6 / 11-6
- Meiluawati –  Monique Hoogland: 11-7 / 11-1
- Dai Yun –  Maya Dewi Sartika: 11-2 / 11-4
- Wahyu Sri Winarni –  Tetty Yunita: 11-1 / 11-1
- Mia Audina –  Yasuko Mizui: 11-6 / 11-4
- Jihyun Marr –  Pornsawan Plungwech: 11-2 / 12-10
- Ninik Masrikah –  Nina Sarnesto: 11-12 / 11-5 / 11-2
- Erika Von Heiland –  Han Jingna: 15-0
- Jeng Shwu-zen –  Chung Jae-hee: 11-6 / 6-11 / 11-3
- Yeni Susilowati –  Yeni Diah: 11-8 / 11-3
- Lidya Djaelawijaya –  Dyah Tribuwanatungga Dewi: 11-3 / 11-3
- Cindana Hartono –  Jaroensiri Somhasurthai: 11-3 / 12-10
- Rhona Robertson –  Nur Lenny: 11-7 / 11-3
- Yuliani Santosa –  Olivia: 11-5 / 11-4
- Yoshiko Ohta –  Nur Indah Neni: 11-2 / 11-2
- Zhang Ning –  Eti Tantra: 11-1 / 11-0
- Lee Joo Hyun –  Linda French: 11-2 / 11-0
- Lim Xiaoqing –  Kristin Yunita: 15-0 / 15-0
- Eny Erlangga –  Lenny Permana: 15-0 / 15-0
- Wang Chen –  Gressilia: 11-2 / 11-4
- Yuni Kartika –  Chan Ya-lin: 11-7 / 11-5
- Hariati –  Dwi Retnowati: 9-11 / 11-2 / 11-5
- Hisako Mizui –  Dosilina: 11-7 / 11-0
- Ellen Angelina –  Yustina: 11-1 / 11-4
- Susi Susanti –  Dewiyanti Martha: 11-1 / 11-4
- Margit Borg –  Melisa Dewi: w.o.
- Luluk Maria Ulfa –  Krishna Hazarika: w.o.
- Ita Ardwiantini –  P. V. V. Lakshmi: w.o.
- Ra Kyung-min –  Firoza Batliwala: w.o.
- Bang Soo-hyun –  Margit Borg: 4-11 / 11-3 / 11-1
- Ika Heny –  Evvi Lianawati: 11-2 / 11-4
- Meiluawati –  Camilla Martin: 7-11 / 11-5 / 11-2
- Dai Yun –  Wahyu Sri Winarni: 11-4 / 11-1
- Jihyun Marr –  Mia Audina: 11-2 / 12-10
- Ninik Masrikah –  Luluk Maria Ulfa: 11-0 / 11-4
- Jeng Shwu-zen –  Erika Von Heiland: 11-1 / 11-6
- Lidya Djaelawijaya –  Yeni Susilowati: 11-2 / 11-5
- Cindana Hartono –  Rhona Robertson: 11-7 / 11-7
- Yuliani Santosa –  Ita Ardwiantini: 11-3 / 12-10
- Zhang Ning –  Yoshiko Ohta: 11-4 / 6-11 / 11-8
- Lim Xiaoqing –  Lee Joo Hyun: 11-6 / 11-6
- Wang Chen –  Eny Erlangga: 11-1 / 11-2
- Ra Kyung-min –  Yuni Kartika: 11-7 / 11-8
- Hisako Mizui –  Hariati: 11-2 / 11-0
- Susi Susanti –  Ellen Angelina: 11-7 / 11-4
- Bang Soo-hyun –  Ika Heny: 11-5 / 11-5
- Dai Yun –  Meiluawati: 12-9 / 11-5
- Jihyun Marr –  Ninik Masrikah: 11-0 / 11-1
- Lidya Djaelawijaya –  Jeng Shwu-zen: 11-6 / 11-1
- Yuliani Santosa –  Cindana Hartono: 12-11 / 11-9
- Lim Xiaoqing –  Zhang Ning: 12-11 / 11-5
- Ra Kyung-min –  Wang Chen: 11-6 / 11-5
- Susi Susanti –  Hisako Mizui: 11-6 / 11-1
- Bang Soo-hyun –  Dai Yun: 11-0 / 11-3
- Jihyun Marr –  Lidya Djaelawijaya: 5-11 / 11-6 / 11-2
- Lim Xiaoqing –  Yuliani Santosa: 7-11 / 11-3 / 11-6
- Susi Susanti –  Ra Kyung-min: 11-6 / 5-11 / 11-5
- Bang Soo-hyun –  Jihyun Marr: 11-1 / 12-11
- Susi Susanti –  Lim Xiaoqing: 11-5 / 11-5
- Susi Susanti –  Bang Soo-hyun: 11-6 / 11-7

## Herrendoppel

### Qualifikation
- James Bolung /  Steven Mayoan –  Sentot Suprianto /  M Takdir: 15-13 / 15-9
- Inoki /  Otorio –  Gunawan Hartono /  Urich: 14-18 / 15-7 / 15-7
- B. Andry /  Tony Prakoso –  Fahmi /  Rudi Junaidi: 15-8 / 11-15 / 15-11
- Rony Agustinus /  Rizal Fadillah –  Rizki Putra /  Uyung Syaifuddin: 15-4 / 15-5
- Chandra Berata /  Ketut Mariadi –  Stephanus /  Dicky Susilo: 15-11 / 15-7
- Richard Masengi /  Sonny Tumewan –  Nanan Setiana /  Didit Wijonarko: 15-3 / 15-7
- Roy Chandra /  Irka Pratama Yossa Bagus –  James Bolung /  Steven Mayoan: 15-13 / 15-9

### Hauptrunde
- Lee Wei-jen /  Lin Liang-chun –  Edwin Irawan /  Kiki: 15-5 / 15-5
- Heryanto Arbi /  Tik Ming Kwie –  Rony Agustinus /  Rizal Fadillah: 17-14 / 15-7
- Tony Gunawan /  Rudy Wijaya –  Shinji Bito /  Fumihiko Machida: 15-7 / 15-5
- Flandy Limpele /  Tri Kusharyanto –  Liu Di /  Yang Ming: 15-11 / 15-6
- Choong Tan Fook /  Lee Wan Wah –  Inoki /  Otorio: 15-3 / 15-1
- Aras Razak /  Aman Santosa –  Horng Shin-jeng /  Huang Chuan-chen: 15-4 / 7-15 / 15-8
- Kim Dong-moon /  Yoo Yong-sung –  Richard Masengi /  Sonny Tumewan: 15-0 / 15-12
- Siripong Siripool /  Khunakorn Sudhisodhi –  Jang Chun-woong /  Lee Dong-soo: 15-6 / 15-5
- Rudy Gunawan /  Namrih Suroto –  Irham Idrus /  Endra Mulyana Mulyajaya: 15-11 / 15-5
- Cuncun Haryono /  Ade Lukas –  Wahyu Agung /  Topan: 15-7 / 15-6
- Imay Hendra /  Joko Mardianto –  Chee Hiong Ang /  Noor Azlan Paini: 15-2 / 15-1
- Chatchai Boonmee /  Kitipon Kitikul –  Trisvawan Denny /  Sunoto E. J.: 10-15 / 15-7 / 15-8
- Simon Archer /  Chris Hunt –  Chew Choon Eng /  Rosman Razak: 15-6 / 15-6
- Davis Efraim /  Halim Haryanto –  B. Andry /  Tony Prakoso: w.o.
- Seng Kok Kiong /  Hadi Sugianto –  Jaseel P. Ismail /  Vijaydeep Singh: w.o.
- Ricky Subagja /  Rexy Mainaky –  Roy Chandra /  Irka Pratama Yossa Bagus: 15-4 / 15-2
- Eng Hian /  Karel Mainaky –  Lee Wei-jen /  Lin Liang-chun: 15-6 / 18-13
- Pramote Teerawiwatana /  Sakrapee Thongsari –  Aryono Miranat /  Sandiarto: 15-11 / 18-15
- Tony Gunawan /  Rudy Wijaya –  Heryanto Arbi /  Tik Ming Kwie: 15-5 / 15-9
- S. Antonius Budi Ariantho /  Denny Kantono –  Victo Wibowo /  Hermono Yuwono: 15-4 / 15-7
- Flandy Limpele /  Tri Kusharyanto –  Choong Tan Fook /  Lee Wan Wah: 15-8 / 15-12
- Peter Axelsson /  Pär-Gunnar Jönsson –  Hamid Khan /  Yee Fun Robin Lau: 15-2 / 15-3
- Aras Razak /  Aman Santosa –  Kim Dong-moon /  Yoo Yong-sung: 15-18 / 18-17 / 15-6
- Davis Efraim /  Halim Haryanto –  Siripong Siripool /  Khunakorn Sudhisodhi: 18-15 / 15-9
- Ade Sutrisna /  Candra Wijaya –  Takaaki Hayashi /  Norio Imai: 15-2 / 15-0
- Seng Kok Kiong /  Hadi Sugianto –  Rudy Gunawan /  Namrih Suroto: 15-5 / 15-9
- Huang Zhanzhong /  Jiang Xin –  Huang Yeu-der /  Wu Chun-sheng: 15-3 / 15-5
- Cuncun Haryono /  Ade Lukas –  Imay Hendra /  Joko Mardianto: 15-9 / 16-17 / 17-14
- Peter Gade /  Michael Søgaard –  Budi Haryadi /  Agus Laksono: 15-1 / 15-3
- Simon Archer /  Chris Hunt –  Chatchai Boonmee /  Kitipon Kitikul: 15-11 / 15-9
- Rudy Gunawan /  Bambang Suprianto –  Sigit Budiarto /  Dicky Purwotjugiono: 15-10 / 15-11
- Ricky Subagja /  Rexy Mainaky –  Eng Hian /  Karel Mainaky: 15-9 / 15-13
- Tony Gunawan /  Rudy Wijaya –  Pramote Teerawiwatana /  Sakrapee Thongsari: 15-1 / 15-7
- S. Antonius Budi Ariantho /  Denny Kantono –  Flandy Limpele /  Tri Kusharyanto: 15-12 / 15-2
- Peter Axelsson /  Pär-Gunnar Jönsson –  Aras Razak /  Aman Santosa: 2-15 / 15-11 / 17-15
- Ade Sutrisna /  Candra Wijaya –  Davis Efraim /  Halim Haryanto: 15-3 / 15-5
- Seng Kok Kiong /  Hadi Sugianto –  Huang Zhanzhong /  Jiang Xin: 15-8 / 15-7
- Cuncun Haryono /  Ade Lukas –  Peter Gade /  Michael Søgaard: 18-13 / 15-7
- Rudy Gunawan /  Bambang Suprianto –  Simon Archer /  Chris Hunt: 15-5 / 15-6
- Tony Gunawan /  Rudy Wijaya –  Ricky Subagja /  Rexy Mainaky: 15-13 / 3-15 / 15-6
- S. Antonius Budi Ariantho /  Denny Kantono –  Peter Axelsson /  Pär-Gunnar Jönsson: 15-11 / 16-17 / 15-8
- Ade Sutrisna /  Candra Wijaya –  Seng Kok Kiong /  Hadi Sugianto: 15-6 / 15-1
- Rudy Gunawan /  Bambang Suprianto –  Cuncun Haryono /  Ade Lukas: 15-7 / 15-12
- S. Antonius Budi Ariantho /  Denny Kantono –  Tony Gunawan /  Rudy Wijaya: 11-15 / 15-13 / 15-10
- Rudy Gunawan /  Bambang Suprianto –  Ade Sutrisna /  Candra Wijaya: 15-7 / 11-15 / 15-5
- Rudy Gunawan /  Bambang Suprianto –  S. Antonius Budi Ariantho /  Denny Kantono: 15-12 / 15-9

## Damendoppel

### Qualifikation
- S. Herawati /  Telly Novita –  Nining Kustiyaningsih /  Wiwin Windari: 15-12 / 15-2
- Aniza /  Yeni Susilowati –  Hanny Setiani /  Neneng Setiawati: 15-8 / 15-12
- Yeni Diah /  Erna –  Emy K. Catur /  Iin Indarwati: 16-18 / 15-7 / 17-16
- Upi Chrisnawati /  Cynthia Tuwankotta –  Lina Amalia /  Henny Rustandar: 15-11 / 18-15
- S. Herawati /  Telly Novita –  Dyah Tribuwanatungga Dewi /  Evvi Lianawati: 15-7 / 15-11
- Dwi Retnowati /  Tetty Yunita –  Hariati /  Wahyu Sri Winarni: 15-9 / 15-6

### Hauptrunde
- Ge Fei /  Gu Jun –  Chan Ya-lin /  Jeng Shwu-zen: 15-10 / 15-0
- Tomomi Matsuo /  Masako Sakamoto –  Carmelita /  Eti Tantra: 17-14 / 15-5
- Eliza Nathanael /  Zelin Resiana –  Upi Chrisnawati /  Cynthia Tuwankotta: 15-4 / 15-3
- Tammy Jenkins /  Rhona Robertson –  Enny Kuswati / Angeline De Pauw: 15-5 / 17-14
- Kim Mee-hyang /  Kim Shin-young –  S. Herawati /  Telly Novita: 15-5 / 15-2
- Lisbet Stuer-Lauridsen /  Marlene Thomsen –  Rosalina Riseu /  Minarti Timur: 15-12 / 15-18 / 17-14
- Julie Bradbury /  Joanne Goode –  Eny Oktaviani /  Nonong Denis Zanati: 15-6 / 15-6
- Plernta Boonyarit /  Pornsawan Plungwech –  Dwi Retnowati /  Tetty Yunita: 15-2 / 15-7
- Chung Jae-hee /  Park Soo-yun –  Dede Hasanah /  Sri Untari: 15-7 / 15-12
- Helene Kirkegaard /  Rikke Olsen –  Aniza /  Yeni Susilowati: 15-7 / 15-3
- Gillian Gowers /  Sarah Hardaker –  Margit Borg /  Monique Hoogland: 15-10 / 15-11
- Aiko Miyamura /  Akiko Miyamura –  Finarsih /  Lili Tampi: 15-9 / 8-15 / 18-15
- Rosalia Anastasia /  Deyana Lomban –  Linda French /  Erika Von Heiland: 15-0 / 15-2
- Qin Yiyuan /  He Tian Tang –  Hisako Mizui /  Yasuko Mizui: 15-10 / 15-2
- Chen Li-chin /  Tsai Hui-min –  Yeni Diah /  Erna: 15-9 / 15-5
- Emma Ermawati /  Indarti Issolina –  Gil Young-ah /  Jang Hye-ock: w.o.
- Ge Fei /  Gu Jun –  Tomomi Matsuo /  Masako Sakamoto: 12-15 / 17-15 / 15-11
- Eliza Nathanael /  Zelin Resiana –  Tammy Jenkins /  Rhona Robertson: 15-8 / 15-5
- Lisbet Stuer-Lauridsen /  Marlene Thomsen –  Kim Mee-hyang /  Kim Shin-young: 15-9 / 15-3
- Julie Bradbury /  Joanne Goode –  Plernta Boonyarit /  Pornsawan Plungwech: 12-15 / 15-7 / 15-3
- Helene Kirkegaard /  Rikke Olsen –  Chung Jae-hee /  Park Soo-yun: 15-8 / 15-9
- Aiko Miyamura /  Akiko Miyamura –  Gillian Gowers /  Sarah Hardaker: 15-11 / 15-12
- Qin Yiyuan /  He Tian Tang –  Rosalia Anastasia /  Deyana Lomban: 15-11 / 15-7
- Emma Ermawati /  Indarti Issolina –  Chen Li-chin /  Tsai Hui-min: 15-4 / 15-17 / 15-7
- Ge Fei /  Gu Jun –  Eliza Nathanael /  Zelin Resiana: 15-7 / 17-14
- Lisbet Stuer-Lauridsen /  Marlene Thomsen –  Julie Bradbury /  Joanne Goode: 15-8 / 1-15 / 15-11
- Aiko Miyamura /  Akiko Miyamura –  Helene Kirkegaard /  Rikke Olsen: 15-5 / 15-4
- Qin Yiyuan /  He Tian Tang –  Emma Ermawati /  Indarti Issolina: 15-8 / 15-3
- Ge Fei /  Gu Jun –  Lisbet Stuer-Lauridsen /  Marlene Thomsen: 15-7 / 15-1
- Qin Yiyuan /  He Tian Tang –  Aiko Miyamura /  Akiko Miyamura: 15-6 / 15-5
- Ge Fei /  Gu Jun –  Qin Yiyuan /  He Tian Tang: 15-6 / 15-6

## Mixed
- Tri Kusharyanto /  Minarti Timur –  Norio Imai /  Masako Sakamoto: 15-5 / 15-4
- Chatchai Boonmee /  Plernta Boonyarit –  Rizal Fadillah /  Neneng Setiawati: 15-2 / 15-7
- Chris Hunt /  Gillian Gowers –  Joko Mardianto /  S. Herawati: 15-9 / 15-5
- Imam Tohari /  Vera Octavia –  Liu En-hung /  Ko Hsin-lin: 17-15 / 15-12
- Simon Archer /  Julie Bradbury –  Stephanus /  Yeni Diah: 15-1 / 15-5
- Ron Michels /  Erica van den Heuvel –  Henrik Svarrer /  Helene Kirkegaard: 15-0 / 15-0
- Kim Dong-moon /  Gil Young-ah –  Lin Liang-chun /  Chen Li-chin: 15-6 / 15-3
- Aryono Miranat /  Dede Hasanah –  Tao Xiaoqiang /  Wang Xiaoyuan: 15-9 / 18-13
- Michael Søgaard /  Rikke Olsen –  Chang Jeng-shyuang /  Jeng Shwu-zen: 15-2 / 15-6
- Flandy Limpele /  Rosalina Riseu –  Lee Dong-soo /  Park Soo-yun: 15-8 / 15-5
- Nick Ponting /  Joanne Goode –  Albert /  Eti Tantra: 15-6 / 15-10
- Lee Wei-jen /  Tsai Hui-min –  Endra Mulyana Mulyajaya /  Upi Chrisnawati: 18-16 / 15-13
- Yoo Yong-sung /  Kim Shin-young –  Sandiarto /  Sri Untari: 15-11 / 15-6
- Paulus Firman /  Rosalia Anastasia –  Jyri Aalto /  Nina Sarnesto: 15-7 / 15-3
- Sunoto E. J. /  Wahyu Sri Winarni –  Liu Di /  Sarah Hardaker: 15-0 / 1-0
- Tri Kusharyanto /  Minarti Timur –  Chatchai Boonmee /  Plernta Boonyarit: 15-6 / 15-1
- Chris Hunt /  Gillian Gowers –  Imam Tohari /  Vera Octavia: 15-4 / 15-4
- Ron Michels /  Erica van den Heuvel –  Simon Archer /  Julie Bradbury: 6-15 / 15-10 / 15-9
- Kim Dong-moon /  Gil Young-ah –  Aryono Miranat /  Dede Hasanah: 15-11 / 5-15 / 15-7
- Flandy Limpele /  Rosalina Riseu –  Michael Søgaard /  Rikke Olsen: 15-8 / 15-2
- Nick Ponting /  Joanne Goode –  Seiichi Watanabe /  Tomomi Matsuo: 15-6 / 15-11
- Yoo Yong-sung /  Kim Shin-young –  Lee Wei-jen /  Tsai Hui-min: 15-7 / 15-9
- Paulus Firman /  Rosalia Anastasia –  Sunoto E. J. /  Wahyu Sri Winarni: 15-4 / 15-5
- Tri Kusharyanto /  Minarti Timur –  Chris Hunt /  Gillian Gowers: 15-3 / 15-6
- Flandy Limpele /  Rosalina Riseu –  Nick Ponting /  Joanne Goode: 17-14 / 15-3
- Paulus Firman /  Rosalia Anastasia –  Yoo Yong-sung /  Kim Shin-young: 11-15 / 15-6 / 15-13
- Kim Dong-moon /  Gil Young-ah –  Ron Michels /  Erica van den Heuvel: w.o.
- Tri Kusharyanto /  Minarti Timur –  Kim Dong-moon /  Gil Young-ah: 15-9 / 7-15 / 15-6
- Flandy Limpele /  Rosalina Riseu –  Paulus Firman /  Rosalia Anastasia: 15-9 / 15-2
- Tri Kusharyanto /  Minarti Timur –  Flandy Limpele /  Rosalina Riseu: 15-10 / 15-5